# Sechs Schicksale
Sechs Schicksale, in Österreich auch bekannt als Manhattan Ballade (Originaltitel: Tales of Manhattan), ist ein starbesetzter US-amerikanischer Episodenfilm von Regisseur Julien Duvivier aus dem Jahr 1942.

## Handlung
In sechs Episoden wandert ein vom Schneider verfluchter Frack von Hand zu Hand.
1. Episode
Der gefeierte Theaterschauspieler Paul Orman trägt als Erster den besagten Frack bei der umjubelten Premiere seines neuesten Stücks. Von seinem Erfolg unbeeindruckt, eilt Orman nach einer kurzen Verbeugung zu seiner Geliebten, Ethel Halloway. Als er verspricht, mit ihr durchzubrennen, steht plötzlich Ethels eifersüchtiger Ehemann in der Tür. Es baut sich eine enorme Spannung zwischen ihnen auf, die sich schließlich in einem Schuss aus dem Gewehr des gehörnten Gatten auf Orman entlädt. Dieser tut so, als ob ihn die Kugel nicht getroffen hätte. In seinem Auto bricht er jedoch zusammen und bittet seinen Chauffeur, ihn ins Krankenhaus zu fahren.
2. Episode
Mr. Harry Wilson steht kurz vor seiner Hochzeit mit der bezaubernden Diane. Am Hochzeitsmorgen findet diese in der Fracktasche ihres Verlobten einen verdächtigen Liebesbrief. Harrys Freund George eilt dem Bedrängten mit seinem Frack zu Hilfe, um die verfängliche Situation zu retten, wobei Diane einsieht, dass George ein weit geeigneterer Ehepartner für sie wäre.
3. Episode
Charles Smith, ein eher unbekannter Komponist, erhält durch den Meisterdirigenten Bellini die Chance seines Lebens: Er darf seine eigene Komposition öffentlich dirigieren. In letzter Minute ersteht seine Frau Elsa den Frack bei einem Trödelhändler. Doch der Frack ist Charles zu eng und platzt während des Konzerts aus seinen Nähten. Als das Publikum in heftiges Gelächter ausbricht, zieht Bellini aus Solidarität demonstrativ seinen eigenen Frack aus, woraufhin die Menge seinem Beispiel folgt und Smiths Auftritt doch noch zum Erfolg wird.
4. Episode
Larry Browne, ein verkommener Rechtsanwalt, erhält eine Einladung zu einem Bankett ehemaliger Studienfreunde. Mit dem geliehenen Frack sucht er die illustre Gesellschaft auf und gibt sich im Kreise dieser als wohlhabender Erfolgsmensch aus. Als eine Brieftasche vermisst wird, versucht sich Browne einer Leibesvisitation zu entziehen, wodurch der Verdacht sogleich auf ihn fällt. Um nicht als Dieb verunglimpft zu werden, muss er sich widerwillig des Fracks entledigen. Beim Blick auf seine bunte Unterwäsche wird den Anwesenden klar, dass vor ihnen in Wirklichkeit ein verarmter Bettler steht.
5. Episode
siehe Hintergrund
6. Episode
Ein Einbrecher ist der nächste Besitzer des Fracks. Er stiehlt ihn aus einem Trödelladen, um sich mit diesem Eintritt in ein elegantes Casino zu verschaffen. Dort zückt der Gauner plötzlich einen Revolver, raubt das Geld der Spieltische und sucht mit seinem Komplizen das Weite. Mit einem Flugzeug versuchen sie, nach Mexiko zu entkommen. Im offenen Doppelsitzer fängt der Frack durch Funken von einem defekten Kabel Feuer und in seiner Panik wirft ihn der Dieb mitsamt dem geraubten Geld über Bord. Sowohl der Frack als auch die Beute landen auf einem freien Feld. Ein armer schwarzer Bauer eines nahegelegenen Dorfes ist der glückliche Finder. Zusammen mit der gesamten Siedlung freut er sich über den unerwarteten Geldsegen des Himmels. Jeder Bewohner bekommt einen Anteil und ist dadurch in der Lage, neues Land zu kaufen. Der Frack jedoch, der sein Dasein im strahlenden Bühnenlicht begann, endet bei den Ärmsten der Armen als Vogelscheuche.

## Hintergrund
Der Film beruht auf einer Idee der Produzenten Boris Morros und Sam Spiegel, die bei der 20th Century Fox zehn Drehbuchautoren verpflichten konnten, um mindestens sechs Episoden für eine Reihe großer Stars zusammenzustellen. Morros beabsichtigte anfangs, jeweils einen Regisseur für jede Episode zu engagieren, so wie es das Studio Paramount Pictures bereits in den 1930er Jahren bei dem Film Wenn ich eine Million hätte (1932) getan hatte. Doch als Charles Boyer Interesse am Projekt zeigte, empfahl er, nur einen Regisseur zu wählen, und zwar Julien Duvivier, dessen französischer, ebenfalls episodischer Film Spiel der Erinnerung 1937 ein großer Erfolg gewesen war.
Sechs Schicksale wurde am 5. August 1942 in New Yorks Radio City Music Hall uraufgeführt und bewies sich als finanzieller Erfolg an den Kinokassen, weshalb Charles Boyer, Edward G. Robinson und Julien Duvivier sich erneut zusammentaten, um einen ähnlichen  starbesetzten Film zu drehen. Daraus resultierte der Film Das zweite Gesicht (1943), der von Universal ein gutes Jahr später veröffentlicht wurde. In Deutschland kam Sechs Schicksale erstmals am 4. März 1946 in die Kinos, wo der Film 1984 eine Wiederaufführung erlebte. 
Die 5. Episode war mit W. C. Fields, Margaret Dumont und Phil Silvers gedreht worden. Dabei spielte Fields einen Möchtegern-Zauberer, der in das Haus von Societylady Dumont eindringt und für viel Wirbel sorgt. Diese Episode wurde jedoch noch vor der Filmpremiere entfernt, um die Spielzeit des Films zu verkürzen. Die geschnittene Version wurde inzwischen von 20th Century Fox restauriert.
Da die finale sechste Episode Afroamerikaner als zu stereotyp darstellte, wurde sie häufig für Fernsehübertragungen in den Vereinigten Staaten herausgeschnitten, was dem Film ein noch abrupteres Ende verlieh, da bereits die 5. Episode entfernt worden war. Dieser Tage strahlt das US-amerikanische Fernsehen den Film mit allen sechs Episoden aus.

## Kritiken
Für das Lexikon des internationalen Films war Sechs Schicksale ein „hervorragend besetzter und gespielter Episodenfilm“. Herausgekommen sei „eine geistreiche, spielerische Auseinandersetzung mit der Wechselhaftigkeit menschlichen Glücks“.
Bosley Crowther von der New York Times befand, dass Sechs Schicksale „einer dieser seltenen Filme“ sei, „der clever von der Norm abweichend […] einen beeindruckenden Effekt erzielt“. Er sei zwar „weder besonders tiefgründig noch sehr eindringlich“, schaffe es aber dennoch, „ein feinfühliges, vorurteilfreies Verständnis für die Ironie des Lebens zu vermitteln“. Was die Darstellerleistungen betrifft, lobte Crowther vor allem Edward G. Robinson. Dieser zeige „eine meisterhafte Vorstellung als Mittelloser, der schon bessere Tage gesehen hat“. Ginger Rogers und Henry Fonda seien wiederum „sehr amüsant“ in ihrer Episode, während Roland Young, James Gleason und George Sanders in ihren Nebenrollen „glänzen“. Charles Boyer, Rita Hayworth und Thomas Mitchell wirkten hingegen „etwas behäbig in der Anfangssequenz“ und Charles Laughton überzeichne „den Pianisten, der seine große Chance auf Erfolg erhält“. Aber alles in allem habe Julien Duvivier den Film „mit erstaunlicher Gleichmäßigkeit“ inszeniert und „die Stimmungen und Motive der verschiedenen Episoden feinfühlig“ einander angepasst.
Craig Butler vom All Movie Guide sah in Sechs Schicksale „einen der besseren Episodenfilme“. Als solcher profitiere er „von Julien Duviviers sicherer Regie, die die verschiedenen Geschichten auf mühelose und überraschend überzeugende Art miteinander verbindet“. Die Hauptattraktion sei jedoch „die Starbesetzung, die viele ausgezeichnete Darstellungen“ zu bieten habe. Im Gegensatz zu Crowther fand Butler Charles Laughton „besonders gut“. Der Schauspieler zeige im Film „eine Verletzlichkeit, die er sonst oft vermeidet“. Robinson sei „auch in guter Form“ und mache „das Beste aus seinen Szenen“. Am Ende sei der „elegant inszenierte“ Episodenfilm „eine reizvolle Spielerei für ein Publikum, das nach leichter Unterhaltung sucht“.